# Gelrode
Gelrode est une section de la ville belge d'Aarschot située en Région flamande dans la province du Brabant flamand. C'était une commune à part entière avant la fusion des communes de 1977.
L'atmosphère de ce village (à l'époque non relié à Aerschot) dans les années 1950, est décrit dans la BD "Bernarreke" tome 1 "L'enfance" de Bernard Valgaeren.

## Évolution démographique
- Sources : INS, Rem. : 1831 jusqu'en 1970 = recensements, 1976 = nombre d'habitants au 31 décembre.